# Культура пам’яті про Голокост в Україні
Культура пам'яті про Голокост в Україні — культура пам'ятання про масові вбивства євреїв у час нацистської окупації території України.

## Формування культури пам'ятання про Голокост в Україні
Культура пам'ятання про Голокост в Україні почала формуватися ще під час самих подій. Населення загалом було добре поінформоване про те, що відбувалося із євреями, оскільки на більшій частині України євреї не підлягали депортаціям до таборів знищення, а були вбиті у «Голокості від куль» — тобто внаслідок розстрілів поблизу їхніх рідних населених пунктів, де вони жили протягом століть поруч із не-єврейськими сусідами.
Ті ж радянські громадяни, що не перебували під окупацією, мали змогу дізнатися про особливий антисемітизм нацистів із публікацій у пресі, яка у воєнні роки з метою мобілізації та пропаганди використовувала тему варварства і звірств нацистів проти мирного населення. У повоєнні роки внаслідок посилення сталінської антисемітської політики пам'ять про Голокост перебувала більше у комунікативній пам'яті на особистому, сімейному та спільнотному (наприклад, серед дисидентів) рівні. Водночас, на рівні мас-медій та мистецтва протягом десятиліть радянський дискурс про війну випрацював низку евфімізмів («мирні радянські громадяни», «жертви фашизму») та прагнув інтегрувати специфічні образи саме єврейських страждань до картини життя під окупацією загалом. Таке представлення теми Голокосту можна розглядати як певну «стратегію привласнення» минулого, коли власне єврейська трагедія, особлива система їхнього знищення, а також і символічний капітал, пов'язаний зі статусом невинної жертви, переносилися на цілу радянську спільноту. Невід'ємною частиною такого бачення було також наголошення на «дружбі народів», що спільно боролися проти окупантів, а отже виопуклення теми порятунку євреїв і применшення масштабів колаборації.
У пострадянський період основними викликами для вписування пам'яті про жертв Голокосту в ширшу культуру пам'ятання стало те, що кін. 1980-х — поч. 1990-х був позначений відкриттям інформації про багато груп жертв, як нацистських, так і передусім радянських. Ексгумації та перепоховання жертв сталінського терору, Голодомору, відкриття архівних документів, зокрема про Катинський злочин тощо — все це слід було вписати в загальну картину історичного минулого. Як і в багатьох пост-соціалістичних державах, які стали на шлях «націоналізації» історії з кінця 1980-х, склалася ситуація «змагання жертв», коли різні групи (і також держави) намагалися здобути найбільший символічний капітал через твердження про свої найбільші в порівнянні з іншими страждання у ХХ ст..
Очевидно, що таке творення героїчно-жертовного образу історії (де «своя» нація передусім поставала через образи жертв, мучеників чи героїв) було пов'язано також із намаганням витіснити на маргінес болючі питання про інші ролі в історії, такі як співучасть у злочинах, отримання (прямої чи непрямої) вигоди від них чи звичайні стратегії виживання. Найбільш яскраво такий підхід до власної історії виявився у поширеній у Центральній і Східній Європі теорії «двох окупацій», в рамках якої нації (як-от польська, литовська, українська, угорська тощо) поставали лише як жертви двох диктатур — нацистської та радянської. Ця теорія, з одного боку, дозволяла «привласнити» історію Голокосту як частину «своїх» страждань, а з іншого боку, все одно залишала в центрі страждання «своєї» (титульної) національної групи — як задля потреб внутрішньої патріотичної пропаганди, так і вагомим аргументом на міжнародній арені.
Лише поступово як в Україні, так і в інших країнах регіону зростає розуміння того, що Голокост є невід'ємною частиною національної історії, а не партикулярною історією євреїв як «інших». Формується більш самокритична культура пам'яті, пов'язана із визнанням усього спектру ролей, що їх відігравали різні дієвці національного минулого. Цьому сприяє також вибір на користь цінностей прав людини, толерантності та плюралізму, і відповідний погляд на історію воєн передусім як на страждання, зокрема цивільного населення, а не з точки зору перемог і здобутків. В Україні цей процес є складним ще і через амбівалентність політики націотворення, яка включала (найбільш виразно до 2014 р.) елементи як радянського, так і національного наративів. Відчуття загрози у зв'язку з війною з Росією з 2014 р. веде до мобілізації національних емоцій в Україні та до закликів до творення більш «патріотичної історії», із переважанням позитивного погляду на себе та власну історію. Проте, однозначний вибір після 2014 р. на користь європейських цінностей означає також і необхідність визнання центральності Голокосту в історії ХХ ст., належне вшанування цієї трагедії та визнання власної співпричетності, що слугує як своєрідний «вступний квиток» до європейської спільноти.
Цю суперечність також можна описати як «дихотомію невинної, святої нації традиціоналістів і складного, незручного наративу їхніх опонентів». Крім того, виклик для належного вивчення і визнання співпричетності українців у Голокості становлять (пост)радянські та російсько-імперські погляди, які незрідка маніпулюють темою діяльності українських націоналістичних організацій у час Другої світової війни.
Важливу роль у перетворенні культури пам'яті про Голокост в Україні відіграють єврейські спільноти, організації колишніх в'язнів гетто та концтаборів, наукові та освітні інституції, як-от Український центр вивчення історії Голокосту (Київ), Центр досліджень історії та культури східноєвропейського єврейства при Києво-Могилянській академії, Український інститут вивчення Голокосту «Ткума» (Дніпропетровськ), програма єврейських студій Українського католицького університету (Львів), «Центр студій політики пам'яті та публічної історії „Мнемоніка“» (Рівне), Центр дослідження міжетнічних відносин Східної Європи (Харків), асоціація викладачів історії «Нова доба», видавництва (зокрема, «Дух і літера»), міжнародні організації.

## Пам'ятники, меморіали, пам'ятні місця та церемонії вшанування
Перші монументи на вшанування загиблих, а також ініціативи із впорядкування могил, з'являлися одразу ж після деокупації території України. Ці ініціативи найчастіше були пов'язані із діяльністю Надзвичайної державної комісії із встановлення та розслідування злодіянь німецько-фашистських загарбників. Там, де місцеві підрозділи комісії проводили ексгумації чи оглядали місця, розпитували свідків, вони також ініціювали встановлення монументів — як правило, із написами, які не акцентували єврейську ідентичність жертв (прикладом може бути обеліск на місці поховання євреїв Бердичева Житомирської області, пам'ятник «Не забудемо, не простимо» на вшанування євреїв Луганська).
Також ініціативи вшанування походили від тих євреїв, яким вдалося вижити, від родичів, що демобілізувалися з армії чи поверталися з евакуації. Так, з ініціативи тих, хто пережив, та за підтримки місцевої спільноти і місцевих влад, з'явилися у 1944—1949 рр. пам'ятники на масових похованнях біля Тульчина, Бершаді, Монастирищ та с. Мліїв Черкаської області, та багатьох інших. Родичі та близькі загиблих неофіційно відвідували ці місця. Крім того, деякі сім'ї загиблих у війну євреїв додавали символічні надгробки із зазначенням імен і дат загибелі своїх рідних до сімейних поховань на кладовищах. Для багатьох вшанування загиблих залишилося лише приватною і сімейною пам'яттю.
Активність із впорядкування місць поховань та встановлення пам'ятників виявляли представники єврейської громади, які намагалися використати свій відносно високий статус у суспільстві, наприклад фронтовики, носії урядових нагород та/або члени партії. Так, до 1949 р. завдяки активізму представника єврейської громади Корсунь-Шевченківського, члена партії М. В. Островського було зібрано 2 550 крб. для спорудження пам'ятника, однак, через посилення державного антисемітизму такі дії розцінили як прояв «сіонізму», а гроші було конфісковано на користь держави. Після смерти Сталіна та припинення антисемітської кампанії і «справи лікарів» такі низові ініціативи стали більш успішними. Наприклад, Олександр Каган — єврей-фронтовик та інвалід війни — шляхом багаторазових звернень і скарг до місцевої та загальносоюзної влади домігся упорядкування масового поховання у Дробицькому Яру в Харкові та встановлення 1955 р. невеликого обеліска (із написом про «жертв фашизму»). У 1967 р. цей обеліск місцевою владою було замінено на кам'яний із написом «Тут спочивають жертви фашистського терору 1941—1942 рр.».
У багатьох випадках вшануванням загиблих євреїв опікувалися релігійні юдейські громади, які намагалися відновитися після війни. Успішність цих спроб була дуже підважена новими хвилями антирелігійної сталінської політики, пошкодженням або зруйнуванням юдейських культових споруд у час окупації, а також боротьбою із «сіонізмом» та «космополітизмом». Так, юдейська громада Кам'янця-Подільського у липні 1948 р. скаржилася до Верховної Ради СРСР, що місцева влада не задовольняє прохання реституції синагоги, а також з 1946 р. не дозволяє юдейській спільноті проводити релігійні ритуали біля масового поховання розстріляних окупантами євреїв та опікуватися впорядкуванням цього місця. Очевидно, що офіційною лінією у даному випадку було унеможливити публічну видимість релігійних громад, тобто їхню присутність поза культовими спорудами, а також згладити специфічно єврейську ідентичність жертв розстрілів на користь «радянської».
У 1950 р. дніпропетровська юдейська громада намагалася заручитися підтримкою працівників міськвиконкому та за відсутности у місті уповноваженого у справах релігій організувати доброчинний концерт для збору коштів на зведення пам'ятника загиблим євреям (замість тимчасового цегляного обеліска). Пам'ятник на вшанування загиблих «мирних мешканців» у Дніпропетровську з'явився лише у 1974 р. — цього разу згідно офіційних процедур та на кошти міськради.
У наступні десятиліття пам'ятники на місцях загибелі євреїв встановлювалися у рамках ширших планів із впорядкування воєнних могил, однак, ці поховання були менш пріоритетними в порівнянні із похованнями вояків, та часто залишалися без догляду і позначення, та зникали під впливом часу та внаслідок господарської діяльности. У селах офіційні ритуали вшанування з участю місцевих влад найчастіше відбувалися біля центральної солдатської могили (від повоєнного часу і до 1970-х рр. офіційною політикою була «централізація могил», коли розкидані у різних місцях поховання вояків переносили до однієї або кількох великих могил, розташованих у центрі населеного пункту), але залежно від місцевих умов могли покладати вінки також до могил загиблих «мирних мешканців». Залежно від місцевих умов, описи місць поховань та пам'ятних знаків могли потрапляти до «Історії міст і сіл УРСР», краєзнавчих нарисів. Багато інших місць лишалися занедбаними. На багатьох місцях поховань у 1960-80-ті рр. з'явилися доволі масштабні пам'ятники та меморіали, проте без зазначення євреїв як особливої групи жертв: наприклад, пам'ятник «Жертвам фашизму» у Краматорську (1968), «Скорботна мати» в Полтаві (1970), «Жертвам фашизму» у парку Горького в Одесі (1972) та меморіали з такою ж назвою у Чернігові (1975) та Дрогобичі (1974), «Жертвам фашистського терору» у Макіївці (1976), Меморіал Слави у Лісопарку в Харкові (1978) та інші. У специфічному для доби монументальному «суворому стилі» ці пам'ятники подавали узагальнену ідею скорботної Матері-Батьківщини, страждань та опору мирного населення та військовополонених.
Тривалий час не було позначене найбільше місце розстрілу євреїв в Україні, яке стало загальносвітовим символом Голокосту — Бабин Яр. Тимчасовий обеліск тут було встановлено ще 1945 р., а створення постійного було відкладено. У 1965 р. відбувся конкурс проєктів на спорудження пам'ятника, у якому серед інших брали участь А.Рибачук та В.Мельниченко, які пізніше також спробують звернутися до тематики Бабиного Яру у роботі над Стіною Пам'яті біля крематорію на Байковому кладовищі — видатній пам'ятці пізнього модернізму. Проте створення пам'ятника і надалі відкладалося, а сам Бабин Яр і боротьба за його меморіалізацію стало об'єднавчим фокусом для дисидентського руху, в тому числі сіоністського. Дисидентські акції та особливо їхній міжнародний розголос зрештою сприяли встановленню 1976 р. масштабного пам'ятника з традиційними для радянського монументального мистецтва тієї доби фігурами стражденних мирних громадян та активних борців опору, без жодних згадок про євреїв. Лише 1991 р. тут було встановлено меморіальний знак «Менора», що нарешті визнав етнічну належність більшости жертв. З того часу у Бабиному Яру з'явилося більше 30 пам'ятників і пам'ятних знаків, відображаючи плюралізм нової культури пам'яті (а також її груповий характер і брак системного підходу з боку міської та державної влад).
Після розпаду СРСР та відповідно зникнення монополії державних органів та компартії на впорядкування громадських просторів, почали з'являтися пам'ятники, провідну роль у фінансуванні та дизайні яких відігравали єврейські громади, бізнес, міжнародні інституції та фонди, та недержавні організації. Розпочалися спроби більш системного пошуку, картографування, впорядкування могил, архівного дослідження і опитування свідків. Силами переважно міжнародних організацій, але з залученням місцевих фахівців, було створено бази даних місць поховань.
Один із перших пам'ятників пост-радянського періоду був встановлений у Кропивницькому у 1991 р.. Вже наступного року у Львові на кошти єврейської громади, окремих бізнесменів та міського бюджету було відкрито Пам'ятник жертвам гетто, ініційований товариством єврейської культури ім. Шолом-Алейхема у 1988 р. У Харкові було створено новий масштабний меморіал «Дробицький Яр», із одночасним збереженням старого скромного обеліска. Спорудження тривало зі складнощами за кошти підприємств міста та місцевих і міжнародних єврейських організацій у 1992—2007 рр., спершу меморіал перебував на балансі концерну «АВЕК» О. Фельдмана, потім перейшов у муніципальне підпорядкування. Крім нього, до спорудження долучалися різні підприємства міста та міжнародні організації. У Дніпрі 2002 р. встановили стелу-пам'ятник євреям-жертвам фашизму, навпроти радянського пам'ятника 1974 р. В Одесі меморіальний парк жертв фашизму на території військового містечка на Люстдорфській дорозі був створений 2004 р. та об'єднав як пам'ятник євреям (із зіркою Давида), так і пам'ятник захисникам Одеси (із православним хрестом). Кошти на вшанування жертв Голокосту зібрали Одеська обласна та регіональна Асоціації євреїв — колишніх в'язнів фашизму (АБУФ). Пам'ять про єврейські жертви увічнена також пам'ятником у Прохоровському сквері, який було відкрито 9 травня 2004 р. Ініціатор його встановлення та головний жертводавець — голова ізраїльського Союзу ветеранів та інвалідів Другої світової війни, колишній одесит Яків Маніович. Раніше, 1994 р., на кошти Маніовича у Прохоровському сквері було створено меморіал «Дорога смерти» та Алею Праведників Миру. У Севастополі пам'ятник «Жертвам Голокосту» було відкрито 2003 р. з ініціативи Ради ветеранів єврейської громади, а у Донецьку — 2006 р. з ініціативи товариства «Україна — Ізраїль». Обидва ці пам'ятника невеликі за розмірами, розташовані в зелених зонах, та сприяють більш індивідуальному та рефлексивному (а не ритуально-офіціозному) зверненню до минулого. Певний відхід від монументалізму простежується також у Вінниці, де було встановлено пам'ятник у «людському масштабі», а також в ролі меморіалу висаджено секвої, додано також інформаційний стенд із викладом подій Голокосту у Вінниці. Лише нещодавно було створено меморіали на честь жертв Голокосту у Чернівцях (2016) і Ужгороді (2009 — на єврейському кладовищі та 2016 — у центрі міста, на кошти угорського уряду).
Проєкти з меморіалізації Голокосту після 1991 р. найчастіше ініціюються єврейськими громадами чи міжнародними організаціями, і лише поступово, з 2010-х рр., в Україні більш виразним стає розуміння, що вшанування загиблих у Голокості є справою не лише єврейської громади чи міжнародних організацій, але усіх громадян, а місцева та державна влада має нести відповідальність за спільну мультикультурну спадщину України, у тому числі за вшанування пам'яті про сумні сторінки історії.
Однак, місцеві громади та активісти не завжди мають достатньо кваліфікації та досвіду для поводження із такими складними сторінками минулого, як Голокост. Частина пам'ятників продовжують радянську традицію уникати визнання етнічної належности жертв (і відповідно винятковости геноцидальної політики нацистів щодо євреїв). Наприклад, 2014 р. на Гайсинщині місцеві активісти та представники громадськости за сприяння райдержадміністрації та на кошти місцевих бізнесменів спорудили обеліск на честь «мирних жителів — стариків, жінок, дітей».
На цьому тлі більш виваженими виглядають ініціативи, що поєднують міжнародний досвід із участю місцевих активістів і інституцій. Так, один із наймасштабніших проєктів меморіалізації, «Захистимо пам'ять», виник з ініціативи Американського єврейського комітету та об'єднав низку міжнародних організацій та експертів. У результаті на кошти федерального уряду Німеччини було споруджено меморіали для вшанування жертв Голокосту у п'яти західноукраїнських містечках — Раві-Руській, Кисилині, Острожці, Проході і Бахові. Паралельно зі спорудженням меморіалів силами Українського центру вивчення історії Голокосту було проведено освітні програми для місцевих вчителів історії та школярів, які розглядаються як важливі активісти подальшого збереження пам'яті та підтримки живого функціонування меморіалів. У низці інших місцевостей було проведено наукові дослідження та популяризаторські та освітні ініціативи. Проєкт передбачає створення меморіалів також на Вінниччині та Житомирщині.
Важливі зрушення в українській культурі пам'яті виявилися у співпраці недержавних організацій із муніципалітетами. Одним із таких проєктів став «Простір синагог» — створення відкритого громадського простору на місці спаленої в час окупації синагоги «Золота Роза» на вулиці Староєврейській у Львові. Простір включає відкриті законсервовані фундаменти синагоги, меморіальну інсталяцію «Увіковічнення» (меморіальні плити із цитатами з колишніх єврейських мешканців міста), та символічне позначення розташування Бейт Гамідрашу (єврейського Дому навчання), та відходить від монументалізму на користь сучасних меморіальних форм і створення більш приязного для відвідувачів середовища. Це перший в Україні випадок, коли вшанування місць єврейської історії ініціювала та співфінансувала міська адміністрація (у співпраці з Центром міської історії, Німецьким товариством міжнародного співробітництва (GIZ) та єврейськими організаціями).

## Художня література
У пресі воєнних років про злочини нацистів на окупованій радянській території та у таборах знищення і концтаборах писали низка визнаних авторів, як-от В.Гроссман, І.Еренбург, К.Сімонов, Б.Горбатов, Є.Крігер та багато інших. Бабин Яр був однією з найважливіших тем (поезії М. Бажана, П. Тичини, М. Рильського, Р. Балясної та ін.).
Твори воєнних років переважно прагнули включити єврейські історії у більшу історію страждання і боротьби усіх «радянських людей», а найпоширенішим став сюжет про порятунок євреїв. Так, «Партизани в степах України» О.Корнійчука (1941) показують серед інших партизанів лікаря Розенфельда. У романі Ю.Смолича «Вони не пройшли!» (1946) однією із головних героїнь є Іза Слободянюк, що її переховує українка Ольга. У оповіданні «Я, щаслива Валентина» (1946) В.Чередниченко подає історію повоєнного одужання Рахилі Фогельман, що втратила сім'ю в Бабиному Яру, проте віднайшла себе у відновленій українській сім'ї, що зцілює її та відбудовує країну. Серед інших авторів, що писали їдиш чи українською на теми окупації — Н. Тихий, А.Кацнельсон, Н.Рибак, Ю.Мартич
Місцеві не-євреї, що колаборували із окупантами, натомість, подавалася як нетипові, «окремі відщепенці». Тому коли С.Голованівський у своєму творі «Авраам» надто виразно зобразив українських і російських пасивних свідків убивств євреїв, у 1949 р. за це він був звинувачений у «наклепі на радянський народ».
У діаспорі було більше можливостей для свободи висловлювання, проте ідеологічні рамки теж були очевидними. Хоча багато хто з емігрантів продовжував захоплюватися ідеями інтегрального націоналізму й національної винятковости, інші прагнули відійти від «донцовщини». Юрій Клен, хоча і належав до кола авторів донцовського «Вісника» у 1930-х, вже у 1946 р. змінив свої погляди і написав поему «Попіл імперій», де зокрема із осудом описує прихід нацизму до влади, наростання терору, антисемітизму й нацистські концтабори як Дантове пекло. Представниця МУРу Докія Гуменна написала роман «Хрещатий Яр. Київ 1941—1943» (Нью-Йорк, 1956), де зокрема показала історію Бабиного Яру. Головна дійова особа, українка Мар'яна, — послідовна опонентка обох тоталітаризмів — радянського та нацистського. Вона намагається врятувати своїх єврейських друзів, але одна з ключових єврейських героїнь Роза гине, як і націоналістка Олена Теліга, а також подруга Васанта — більшовицька підпільниця. На думку М.Шкандрія, цей сюжет можна трактувати як спроби інклюзивного проєкту націєтворення, який включає людей різного походження та політичних поглядів. Крім того, роман ставить важливі теми про роль колаборантів і мовчазних бійдужих свідків. Ф. Пігідо-Правобережний у спогадах «„Велика вітчизняна війна“» (1954) співчутливо описує долю євреїв Києва та інших міст під окупацією, проте стверджуючи також, що ця доля була обумовлена більшою схильністю євреїв до співпраці із радянською владою.
Звернення до теми Голокосту в радянській літературі знову стало можливим у добу відлиги. Великий публічний розголос мала поема Є.Євтушенка «Бабин Яр» (1961). М.Бажан у своїй поемі «Дебора: з книги уманських спогадів» (журнал «Вітчизна», 1968) описує долю талановитої піаністки-єврейки на тлі громадянської війни, погрому, потім театру Курбаса в Умані 1920 р., аж до трагічної загибелі у час Голокосту. Це реквієм за загиблими євреями та оспівування українсько-єврейської дружби. Леонід Первомайський у романі «Дикий мед» (1963) показує євреїв-фронтовиків, а також і антисемітизм не-єврейських сусідів на окупованій території. Роман «Волинь» (1966) Б. Харчука показує історію села під окупацією, включно із масовим розстрілом євреїв, із фокусом на українсько-єврейській парі молодят, які втікають до партизанів. Однією із сюжетних ліній є також користання з єврейського майна та складні стосунки українського сусіда із переховуваним ним євреєм.
Справжню революцію у радянській літературі та закордоном спричинив роман А. Кузнецова «Бабин Яр» (1966), який не тільки детально описував нацистську окупацію Києва, включно із проблемою колаборації, але також акцентував проблему пам'яті і забуття, відповідальности наступних поколінь і необхідности каяття. У повному закордонному виданні роман також мав не тільки антинацистську, але і ширше анти-тоталітарну спрямованість.
У пізньому СРСР автори переважно користувалася цілою низкою завуальованих евфемізмів, аби говорити про Голокост, і передусім акцентували міжнаціональну дружбу та порятунок євреїв українцями. Наприклад, А. Дімаров, не вживаючи слова «єврей», у оповіданні «Діти» (1976) описав, як селянка-українка у вишитій сорочці знаходить і рятує «чорняве, кучеряве» дитя, вбране по-міському, а Л.Галкін, що сам втратив частину своїх рідних у Дробицькому Яру, у своїй поемі використав образи пішого виселення містян до гетто та масових розстрілів, аби показати страждання усіх радянських людей, а не лише євреїв.
Для пострадянської літератури важливим став відхід від старих кліше, конфронтація із складними темами, більш гуманістична та індивідуальна перспектива, і пошук ширшого філософського, а не лише соціального, осмислення (М. Фішбейн, Н.Тихий). Кардинальна зміна бачення історичного минулого у незалежній Україні, зокрема і Другої світової, знайшла в тому числі іронічні реакції з боку письменників (В.Кожелянко «Дефіляда в Москві» 1998 р., «Срібний павук» 2004 р.). Критична ревізія радянських стереотипів про війну знайшла відображення у романі М.Матіос «Солодка Даруся» (2005), де, однак, у центрі перебуває страждання української героїні. Поруч із критичними підходами, сформувався також ностальгійний тип пам'яті — зокрема, навколо міфу міжвоєнних мультикультурних містечок («Фріда» М. Гримич, 2006). У сучасній літературі про Голокост важлива також тема множинности й плинности пам'ятей, ідентичностей та ролей: М.Кіяновська у поетичній збірці «Бабин Яр. Голосами» (2017) пробує надати індивідуальні голоси різним жертвам і свідкам трагедії.

## Візуальні образи: фото і кіно
Ще в перші роки радянсько-німецької війни радянські медіа та стіннівки друкували трофейні фото нацистських злочинів та малюнки, що зображали жертв насильства та мали спонукати фронтовиків до помсти, а працівників тилу — до ударної праці. Перші найважливіші візуальні образи Голокосту на східних окупованих територіях, що мали великий розголос в СРСР та на міжнародній арені та заклали уявлення про нацистську політику загалом — це фото, зроблені у січні 1942 р. біля визволеної від нацистів Керчі, на місці розстрілів у Багерівському рові. Ці фото виконали, зокрема, радянські фотокореспонденти Д.Бальтерманц та Є.Халдей, які добре усвідомлювали єврейську етнічність жертв та геноцидальний характер злочину. Однак, у радянській пресі ці жертви лише зрідка прямо називалися євреями, а частіше були представлені як «радянські люди» або «росіяни, татари, українці, євреї», аби зробити ці фотографії засобом мобілізації для якомога ширшої (а не тільки єврейської) аудиторії. Після визволення Києва саме фото з Бабиного Яру стали найбільш впізнаваними у світі образами війни на східному фронті, адже друкувалися у всіх радянських газетах та багатьох світових. Таким чином, особливі образи, пов'язані із убивствами саме євреїв (рови чи ями наповнені тілами, масові розстріли жінок, чоловіків і дітей тощо) стали сприйматися як іконічні зображення страждань усього населення під нацистською окупацією.
Закріпленню цих образів у колективній пам'яті сприяли фотографії ексгумацій, що їх оприлюднювала Надзвичайна комісія у ході розслідування нацистських злочинів, та кінохроніки, зняті під час перших судових процесів, зокрема у Харкові. Ці фотографії подавалися також у експозиціях музеїв та репродукувалися у присвячених війні виданнях у наступні десятиліття. Особливо важливою на фото була присутність розслідувачів, які символічно представляють радянську владу як визволителя і месника. Поза пропагандистським виміром, багато хто із фотографів, як-от Є.Халдей, та письменників, як-от В.Гроссман, також втратили своїх рідних у Голокості в Україні, а тому в своїй творчості висловлювали також власний біль.
Низка радянських хронік і фільмів воєнних років зверталися до теми долі євреїв під окупацією, передусім у рамках викриття злочинів нацистів із пропагандистською метою. Проте, для самих творців цих фільмів це були спроби глибшого осягнення феноменів війни, насильства і ціни перемог.
Документальний фільм О.Довженка «Битва за нашу радянську Україну» (1943) містить сцени з розкопок у Дробицькому Яру в Харкові, з оплакування загиблих у Куп'янську. Довженко надавав великого значення саме показу тіл загиблих, які мали самі «промовляти» до глядача, а також інтерв'юванню свідків. Однак, ці сцени вписані у загальний підхід режисера наголошувати на стражданні України як такої — без етнічних різниць її населення. У ще одному документальному фільмі Довженка, «Перемозі на Правобережній Україні» (1944), страждання цивільного населення також займають чільне місце, включно із кадрами із Бабиного яру.
Ігровий фільм Марка Донського за романом Б.Горбатова «Нескорені» (1944), зокрема, містив кадри, зняті у Бабиному Яру 1944 р. Режисер також інтерв'ював свідків трагедії та тих, хто вижив. У центрі сюжету — українська сім'я Тараса Яценка, члени якої у різний спосіб борються проти окупантів. Епізодично у фільмі виникає історія приязних стосунків Тараса із лікарем Ароном Фішманом та загибелі останнього у масовому розстрілі, але також порятунку його онучки Тарасом. Єврей постає саме як жертва етнічної ненависти нацистів, тоді як українці — як активні борці (та окремі виняткові зрадники).
Визволення концентраційних таборів і таборів смерти, зокрема Майданека, також було зафільмовано та фотографовано, додаючи ще один канонічний візуальний образ — гори посортованих особистих речей загиблих, газові камери, як-от у кінохроніці «Майданек» І.Сеткіної та фотографіях О. Кноррінга та Я.Рюмкіна, Б.Цейтліна, М.Трахмана, та димарі крематоріїв на фото С.Гурарія (однак, із їх інтерпретацією як свідчення про страждання «усіх народів Європи»). Фото, зроблені союзниками у Аушвіці (окрема, радянських фотографів Р. Мазалева, М.Редькіна, та В.Юдіна), Дахау та Бухенвальді, натомість фокусувалися на тих, хто вижив, і також багаторазово репродукувалися в медіа та літературі в СРСР. Фільм «Освенцім» (1945), змонтований із хронік фронтових кінооператорів, акцентував страждання політичних супротивників гітлерівців — антифашистів і комуністів, а євреї згадувалися лише побіжно. Однак, стрічка мала вагомий вплив на колективну пам'ять, а кадри з нього у наступні десятиліття використовувалися в кіно. Натомість Треблінка, Собібор та Белжець були дуже мало представлені на світлинах і лишались маловідомими.
Оскільки низка фільмів про табори знімалася вже з думкою про майбутній судовий процес над злочинцями, у них очевидну перевагу надавали речовим і документальним доказам, які в той час вважали значно більш придатними для суду, аніж усні свідчення (зокрема, це стосується «Кінодокументів про звірства німецько-фашистських загарбників», показаних під час Нюрнберзького процесу).
Після закінчення суду над злочинцями та в період піку державного сталінського антисемітизму тема страждань цивільного населення під окупацією не знаходила свого втілення, аж до періоду відлиги. Велике значення для переосмислення теми війни мала стрічка «Доля людини» (1959), яка ставила в центр тему військового полону, перебування в таборах, а в одному із епізодів показала, як з-поміж лав полонених відбирали комуністів, комісарів та євреїв для негайного знищення (у тому числі й лікаря-єврея, який допомагав головному герою).
1965 р. з'явився один із центральних творів періоду відлиги — «Звичайний фашизм» М. І. Ромма. Хоча там не згадувалися євреї, але були показані концтабори, зокрема Аушвіц, фото львівського погрому 1941 р., трофейні фото «роботи» зондеркоманд та інші іконічні образи загибелі євреїв.
У 1966 р. група Укркінохроніки на чолі з Р.Нахмановичем та Г.Снегірьовим зафільмували перший неофіційний мітинг у Бабиному Яру за участю письменників В.Некрасова, І.Дзюби, В.Войновича, Б.Антоненка-Давидовича та інших, проте вдалося зберегти лише невелику частину запису, решта була вилучена КДБ, а причетні до зйомок були покарані.
У повоєнні десятиліття радянський кінематограф розвинув низку прийомів, за допомогою яких можна було говорити про геноцид євреїв в умовах, коли центральним у баченні війни була саме фронтова боротьба і перемоги радянської армії. Це, зокрема, сюжет про єврея чи єврейку на фронті чи в партизанському загоні, коли мотивація до дії обумовлена тим, що рідні і близькі залишилися на окупованій території (1967 — «Хроніка пікіруючого бомбардувальника» Н.Бірмана, 1970 — «Назад дороги немає» Г.Ліпшиця, 1972 — «А зорі тут тихі» С. Ростоцького). У інших популярних фільмах переслідування саме євреїв нацистами фігурувало епізодично, як-от у «Сходженні» Л.Шепітько та «17 миттєвостях весни» Т. Леознової, або як наскрізна, але імпліцитна тема, як-от у фільмах «Комендантська година» Н.Трощенко, «Полонез Огінського» Л. Голуба (1971), «Спогад» В. Кондратова (1978), «Я вас дочекаюся» Я. Сегеля (1982), «Матір Марія» С. Колосова (1982).
Документальне кіно, особливо у пізньому СРСР, мало дещо більше свободи: 1982 р. І.Малишевський разом із іспанським режисером А.Фернандесом на основі спогадів тих, хто вижив, зняв короткометражку «Вісім тактів забутої музики» про Янівський концтабір у Львові, яка отримала міжнародну нагороду. Фільм «Живий» (1970) А. Епнерса оповів історію ризького єврея, що врятувався від розстрілу у жовтні 1941 р.
З іншого боку, документальний жанр також активно використовувався для звинувачення західних країн у неофашизмі, представленні СРСР як єдиної антифашистської країни, яка послідовно переслідує злочинців, та викриття ідеологічних опонентів — українських, литовських та інших націоналістів (а заодно і дисидентів та інших реальних та уявних ворогів). Саме в таких фільмах, що часто знімалися в ході судових процесів над колаборантами, найбільш відверто представлялася тема етнічно мотивованого насильства проти євреїв, поляків та інших груп. Це фільми «Жертви звинувачують» (1962) І.Жуковської та П. Шамшура, «В ім'я живих» (1962) Л.Мазрухо, «Вирок оскарженню не підлягає» Г.Франка та І.Брилса, «Останнє слово» (1979) В.Дашука, «Відплата невідворотна» (1979) Г.Денисенка, «Діалог із совістю» (1981) Л. Лазенаса і К. Матузявичуса, «Без строку давности» (1981) Є. Татарця тощо.
Лише у період перебудови з'явилися перші радянські фільми, що прямо і недвозначно висвітлювали геноцидальну політику щодо євреїв під окупацією, як-от «Хто із нас Шая?» (1988) — історія людини, що врятувалася із Бабиного Яру, створена на студії Київнаукфільм Олександром Роднянським, та його ж «Місія Рауля Валленберга» (1990); «Мир вам, Шолом!» (1989) В.Двінського у співпраці з колегами з ФРН, «Отче наш» (1990) Б.Єрмолаєва — твір, що був задуманий ще 1964 р. на основі оповідання В.Катаєва про Голокост в Одесі, «Дамський кравець» (1990) Л.Горовця про Київ і Бабин Яр на основі п'єси О.Борщаговського ще з 1965 р.. Подібним чином, довгу історію мав перший документальний фільм про трагедію євреїв Києва «Бабин Яр. Правда про трагедію» В.Георгієнка, знятий ще 1980 р., проте випущений на екрани лише 1991 р.. Ігровий фільм київського режисера В. Савельєва «Пам'ятай» (1991), у рос. прокаті під назвою «Изгой», уперше в радянському кіно оповів про опір євреїв.
Ширшому осмисленню долі євреїв у СРСР, на тлі як радянського, так і (меншою мірою) нацистського терору, присвячений фільм Р.Нахмановича та Ю.Мар'ямова «Єврейське кладовище» (1989).
Культура пам'яті від 1980-х рр. у всьому світі демонструє значно більше уваги до спогадів свідків та тих, хто вижив (на відміну від концентрації та документах у повоєнні роки). В Україні з 1990-х рр. фільмування численних усних свідчень проводив фонд Спілберга. На основі оповідей були зняті документальні фільми (як-от Буковського з продюсерами С.Спілбергом та В.Пінчуком «Назви своє ім'я» (2006), «Крик чорнозему» С. Череватого (2013). Документальний фільм «Бабин Яр у пошуках пам'яті» В.Чеппеля зосередився на темі складного шляху до вшанування і меморіалізації.
Із початком комп'ютерної та цифрової ери коло візуальних джерел з історії Голокосту в Україні вибухово зростає, завдяки оприлюдненню приватних і інституційних колекцій. Ці колекції відкривають для широкої публіки малознані раніше аспекти Голокосту, як-от, наприклад, єврейський погром у Львові липня 1941 р..
Представники сучасного мистецтва також працюють із темою візуальних образів Голокосту, говорячи про неї у більш гострий та відвертий спосіб, зокрема фокусуючись на темах обмежености знання і репрезентації Голокосту, маніпуляцій із пам'яттю, витіснення і забуття «незручних» аспектів минулого (наприклад, виставковий проєкт «(не)означені» М. Кадана), виставка за участи К. Болтанскі, Б. де Брьойкере та Дж. Хольцер «Втрата. Спомин про Бабин яр» у Пінчук Арт Центрі.

## Музеї
У радянський час не існувало спеціалізованих музеїв, які б фокусувалися на тематиці Голокосту. Основний акцент у музейних експозиціях робився на тематиці руху опору, а злочини нацистів проти єврейського населення подавалися як злочини проти радянського народу загалом. Використовувалися, зокрема, газетні публікації років війни та фото, зроблені Надзвичайною державною комісією з встановлення та розслідування злодіянь німецько-фашистських загарбників.
Після 1991 р. виникла низка музеїв та виставкових ініціатив, що працюють із темою Голокосту. Переважно це громадські ініціативи (один із небагатьох винятків — муніципальний музей «Територія Терору» у Львові). З-поміж столичних музеїв найбільш активно із цією темою працює Музей історії міста Києва (зокрема, проєкт мультимедійної виставки «Бабин Яр: пам'ять на тлі історії») і Музей історії України у Другій світовій війні. Слід зауважити, що найчастіше у експозиціях представляють тему нацистської політики та діяльности Праведників народів світу, тоді як тема колаборації з нацистами ще лишається мало висвітленою.
Зі складними викликами стикаються музеї та меморіали на місцях, позначених і нацистським, і комуністичним терором, де гинули різні (за етнічністю, поглядами, походженням) групи людей. Наприклад, музей «Територія терору» у Львові ще розробляє свою основну експозицію, у якій має об'єднати історію львівського гетто та радянської пересильної тюрми. Подібний виклик стоїть перед львівським музеєм «Тюрма на Лонцького», який, однак, наразі представляє лише українських жертв.
Перший спеціалізований музей Голокосту було засновано 1996 р. у Харкові як громадську організацію на матеріалах і документах з особистого архіву його директорки Лариси Воловик, а також обласного комітету «Дробицький Яр» та харківського просвітницького центру «Голокост». Музей містить також науково-просвітній центр «Амі» («Народ мій»), газету «Дайджест Є», відеотеку, бібліотечний та архівний фонди музейних колекцій, електронний архів тощо. Проблемою цієї інституції є брак людських ресурсів та брак співпраці з міською та обласною владою — фактично громадська організація заміщає собою відсутні державні й муніципальні програми з вивчення історії геноцидів та виховання толерантности.
Чернівецький музей історії та культури євреїв Буковини був заснований єврейськими громадськими організаціями 2008 р. і зміг сконцентрувати значну колекцію об'єктів юдаїки (документи, друковані видання, предмети побуту й релігійної обрядовости, професійне приладдя). Цей музей прагне вписати історію Голокосту у довшу історію Буковини, поєднуючи сумні сторінки із історію кількасотлітнього співжиття та взаємодії євреїв та неєвреїв у цьому регіоні.
В Одесі 2009 р. було відкрито Музей Голокосту і пам'яті жертв фашизму по вулиці Мала Арнаутська. У музеї акцентовано увагу на діяльності з порятунку та співчуття євреям. Серед заходів, присвячених цій темі в Одесі, можна назвати подію 2014 р. — «Порятунок під час Голокосту: мужність рятівників», до якого школярі готували творчі роботи про вчинки праведників народів світу, а також проведення в січні 2013 р. в Єврейському культурному центрі «Бейт-гранд» виставки «По другую сторону черты».
Музей Михайла Мармера у Кривому Розі (2010 р.) розташований у відбудованій синагозі та був створений за кошти та на основі приватної колекції Михайла Мермера. Він поєднує розповідь про релігійну юдейську традицію із історією євреїв регіону від ХІХ ст. до сьогодні, ставлячи за мету підтримку спільноти та просвіту і виховання толерантности в ширшому суспільстві.
Вінницький музей Голокосту створений 2008 р. за ініціативи подружжя Трахтенбергів, які втратили частину своїх рідних у час війни, та за допомоги Ф. Винокурової — дослідниці Голокосту, заступниці директора Вінницького обласного архіву. Музей розташований у місцевому відділенні «Сохнуту», хоча і має за мету просвіту для різних аудиторій, не лише для єврейської громади.
Низку музеїв можна визначити як «спільнотні» — значною мірою зорієнтовані на підтримку самосвідомости відроджених етнічних громад, але вони водночас виступають
як носії місії просвіти щодо всіх містян і туристів. До таких можна зарахувати Музей історії євреїв Одеси «Мигдаль-Шорашим» (2002 р.), який символічно виводить свої витоки від єврейського музею Менделе Мойхер-Сфорима, що діяв упродовж 1928—1936 рр. і 1940—1941 рр.. Його експозиція є зібранням ностальгійних речей, які походять найчастіше від приватних (а не інституційних) власників, що надає своєрідного флеру «родинности» й «домашньої» атмосфери. Фінансова підтримка надходить від благодійників та відвідувачів. Подібний характер має музей-кімната «Слідами галицьких євреїв», створений єврейським благодійним фондом «Хесед-Ар'є» у колишньому помешканні євреїв, які, імовірно, загинули у Голокості. Як і «Мигдаль-Шорашим», цей музей передусім працює із «генієм місця» і дає відчуття доторку до автентичних речей. У Кропивницькому музей (з 1998 р.) розміщується у синагозі і також є передусім організацією єврейської спільноти, тема Голокосту представлена в одній із частин експозиції.
Спробу подати цілісний наратив історії євреїв України у контексті Центрально-східної Європи, а не лише окремого регіону, демонструє відкритий 2012 р. в Дніпрі музей «Пам'ять єврейського народу та Голокост в Україні», розташований у єврейському культурно-діловому центрі «Менора» (створений силами працівників Українського інституту вивчення Голокосту «Ткума» на кошти підприємців Г. Аксерольда, Г. Боголюбова та І. Коломойського). Музей має величезну порівняно з іншими музеями експозиційну площу та штат наукових співробітників, поєднує автентичні речі та мультимедіа. Історія Голокосту показана тут як складна та суперечлива. Праведникам світу надано також великого значення, але показано і ролі співучасників, і мовчазних свідків, і бенефіціарів. Музей прагне радше гармонізувати національні український та єврейський наративи, аніж конфронтувати їх: зокрема, ставлення ОУН та УПА до євреїв подано як позитивне.
Після 2014 р. дискусії щодо меморіалізації Голокосту стали ще жвавішими, що було особливо пов'язано зі спробами змінити погляд на Другу світову: з «Великої Перемоги» до акценту на жертвах, від тріумфальних парадів до скорботи за загиблими. Відзначення 75-ї річниці розстрілів у Бабиному Яру 2016 р. мобілізували готовність української держави підтримувати проєкт упорядкування меморіального простору цього місця. Ініціативна група по створенню Меморіального центру жертв Голокосту «Бабин Яр», куди увійшли низка міжнародних діячів, правозахисників та бізнесменів-меценатів, отримала підтримку президента П.Порошенка та мера Києва В. Кличка, створила благодійний фонд і підписала декларацію про наміри. Наукова рада проєкту, що розробляє концепцію музею, об'єднала провідних дослідників Голокосту з усього світу (Д.Поль, К.Струве, К.Беркгоф, К.Феферман, М.Дін, О.Круглов та ін.). Проте, ця ініціатива викликала заперечення з боку низки українських істориків і громадських діячів,
які запропонували свій проєкт музею. На сьогодні дискусія триває.
У лютому 2019 року було презентовано державну концепцію Меморіального простору Бабин Яр і концепцію Музею вшанування пам'яті жертв Бабиного Яру. Ці концепції створені фаховою експертною Робочою групою українських вчених, що працює при Інституті історії України НАН України за розпорядженням та фінансової підтримки Міністерства культури України. Дана робота, висновки і розроблена концепція є основою побудови Музею Бабиного Яру на теренах Національного історико-меморіального заповідника «Бабин Яр».
Концепції, розроблені українськими вченими та підтримані українським урядом знаходяться у відкритому доступі на офіційному сайті Інституті історії України НАН України.